# Ami Boué
Ami Boué (Hamburgo, 16 de março de 1794 — Viena, 21 de novembro de 1881) foi um médico e geólogo austríaco.

## Carreira
Quando mais jovem foi para Edimburgo estudar medicina na universidade, mas sobre a influência de Robert Jameson, cujos ensinamentos sobre geologia e mineralogia o fez seguir a nova carreira de geólogo. Boué foi desse modo levado a fazer expedições geológicas em várias áreas da Escócia e Hebrides,
Viajou muito na Alemanha, na Áustria e no sul da Europa, estudando várias formações geológicas, e tornando-se um dos pioneiros em pesquisas nessa área; ele foi um dos fundadores da Société Géologique de France em 1830, e foi seu presidente em 1835. Estabeleceu-se em Viena, na Áustria em 1841 tornando-se cidadão austríaco e vindo falecer em 1881 aos 87 anos.
Foi laureado com a medalha Wollaston de 1847, concedida pela Sociedade Geológica de Londres.